# Tarsoporosus
Tarsoporosus es un género de escorpiones de la familia Scorpionidae.

## Distribución
Las especies descritas de este género se localizan en  Colombia y Venezuela.